# Kilmacanogue
Kilmacanogue is een plaats in het Ierse graafschap Wicklow.

## Geografie
Kilmacanogue ligt langs de N11 (van Dublin naar Enniscorthy), bij de kruising met de R755 (naar Rathdrum).

## Geboren
- Christopher Juul-Jensen (1989), Deens wielrenner